# Erich Gschöpf
Erich Otto Gschöpf (* 19. Dezember 1874 in Rosenberg, Königreich Ungarn, Österreich-Ungarn; † 14. Mai 1933 in Wien) war ein österreichischer Architekt des Jugendstils. Sein wichtigstes Werk war der Entwurf der Nervenheilanstalt Mauer bei Amstetten.

## Leben
Erich Gschöpf besuchte das Realgymnasium in Waidhofen an der Thaya und ging danach nach Wien, wo er die Staatsgewerbeschule und anschließend ein Studium an der Akademie der bildenden Künste absolvierte. Ab dem Jahr 1889, ein Jahr nach Abschluss seines Studiums, war Gschöpf im niederösterreichischen Landesbauamt tätig, wo er vor allem bei der Errichtung der Kaiser Franz Joseph-Landes Heil- und Pflegeanstalt in Mauer bei Amstetten, Niederösterreich (1898–1902), als Mitarbeiter von Carlo von Boog für den „architektonischen Teil“ verantwortlich war. Um 1908 wurde Gschöpf Niederösterreichischer Landesingenieur-Adjunkt, ab 1911 Niederösterreichischer Landesbau-Inspektor.
Als selbständiger Architekt gewann Gschöpf beim Wettbewerb für die Neuerrichtung des Gymnasiums in Waidhofen an der Thaya den 2. Preis und er wurde mit der Ausführung dieses wichtigen Bauauftrags betraut (1908–1909). Das letzte bekannte Werk, das Gschöpf errichtete, ist die Likörfabrik in Wien 22, Stadlauer Straße 39 A (1924).
Er war ab 1903 Mitglied der Genossenschaft der bildenden Künstler Wiens, ab 1908 der Zentralvereinigung der Architekten Österreichs sowie des Architektenclub der Genossenschaft der bildenden Künstler Wiens.
Erich Gschöpf war verheiratet mit Marie (geborene Egeler) und hatte zwei Kinder, Hetty und Herbert. Er starb im 59. Lebensjahr in Wien. Er wurde am Friedhof der Feuerhalle Simmering beigesetzt. Das Grab ist bereits aufgelassen.

## Stil
Obwohl Erich Gschöpf an der Akademie der bildenden Künste bei Viktor Luntz vor allem eine Ausbildung hinsichtlich der Anwendung historischer Stile erfuhr, zeichnet sich sein Werk durch ein bemerkenswert frühes Aufgreifen des secessionistischen Formenvokabulars aus.
Ähnlich wie bei Max Hegele, der die Zentralfriedhofkirche erbaute und ebenfalls ein Luntz-Schüler war, zeigt sich auch bei Erich Gschöpf, dass es möglich war, mit einer konservativen, vor allem auf mittelalterliche Stile hin orientierten Ausbildung, als selbständiger Architekt respektable Werke des Jugendstils zu schaffen. Viktor Luntz legte als Lehrer großen Wert auf das detailgetreue Abzeichnen überlieferter Motive. Mag sein, dass dies den Blick für eine stimmige Anwendung auch moderner, secessionistischer Formen schärfte.

## Werke
- 1898–1902 Kaiser-Franz-Joseph-Landes-Heil- und Pflegeanstalt in Mauer bei Amstetten
- um 1900 Einrichtung der Verkaufsstelle der Niederösterreichischen Molkerei
- 1907 Pavillon für Georg Rothschild am Gelände in Mauer
- 1908–1909 Gymnasium, Waidhofen a.d. Thaya
- 1924 Likörfabrik, Wien 22, Stadlauer Straße 39 A

## Auszeichnungen
- Friedrich-von-Schmidt-Preis
- Ritter des Sankt-Stanislaus-Ordens 1905
- Ritter des Albrechts-Ordens